# Избирательный кодекс Украины
Избирательный кодекс Украины (ИКУ, укр. Виборчий кодекс України, ВКУ) — кодифицированный законодательный акт, определяющий гарантии права граждан на участие в формировании состава представительных органов государственной власти Украины, представительного органа власти Автономной Республики Крым и представительных органов и выборных лиц местного самоуправления, регулирует подготовку и проведение различных типов выборов.
Принятый парламентом VIII созыва 11 июля 2019, а после преодоления вето Президента — 19 декабря того же года уже парламентом IX созыва.
Кодекс вобрал положения основных законодательных актов, связанных с избирательным процессом «О выборах Президента Украины», «О выборах народных депутатов Украины», «О местных выборах». Однако, остаются в силе законы «О Центральной избирательной комиссии» и «О Государственном реестре избирателей».

## Основные положения
Выборы в Украине является основной формой народного волеизъявления, способом непосредственного осуществления власти украинским народом.
Выборы Президента Украины, народных депутатов Украины, депутатов Верховной Рады Автономной Республики Крым, областных, районных, сельских, поселковых, городских, районных в городах советов, сельских, поселковых, городских голов, сельских, поселковых старост (местные выборы) являются свободными и происходят на основе всеобщего, равного и прямого избирательного права путем тайного голосования.
Согласно Конституции Украины в Украине проводятся следующие типы выборов:
1. выборы Президента Украины;
2. выборах народных депутатов Украины;
3. местные выборы:
  1. выборы депутатов Верховной Рады АР Крым;
  2. выборы депутатов сельского, поселкового, городского совета;
  3. выборы сельского, поселкового, городского головы;
  4. выборы депутатов районного совета;
  5. выборы депутатов областного совета;
  6. выборы депутатов районного совета (в городах, где образованы районные в городе советы);
  7. выборы старосты.

Выборы Президента Украины и выборы народных депутатов Украины являются общенациональными выборами.
Общенациональные выборы могут быть очередными, внеочередными или повторными.
Местные выборы могут быть очередными, внеочередными, промежуточными, повторными или первыми.
Очередные общенациональные выборы проводятся в связи с истечением установленного Конституцией Украины срока полномочий в соответствии Президента Украины, Верховной Рады Украины.
Очередные местные выборы являются повсеместными и проводятся на всей территории Украины.
Внеочередные выборы назначаются в связи с досрочным прекращением полномочий избранного лица или представительного органа. Внеочередные местные выборы могут быть назначены также по другим основаниям, предусмотренным Конституцией Украины и Законом Украины «О местном самоуправлении в Украине».
Днем, в который происходят выборы, день голосования на этих выборах. Днем голосования на выборах является воскресенье. День голосования на выборах не может совпадать с днем государственного праздника. Если день голосования, определенный в соответствии с настоящей статьей, приходится на день государственного праздника, день голосования переносится на следующее воскресенье.
Голосование на внеочередных, первых, промежуточных и повторных местных выборах не может быть назначено на день, позднее чем двести семидесятых день до дня голосования на очередных местных выборах.

## Пропорциональная система с открытыми региональными списками
Согласно кодексу выборы в парламент проходят по пропорциональной системе с открытыми региональными списками, что позволяет избирателям влиять на то, кто от партий попадет в Верховную раду.
В начале избирательной кампании партии распределяют всех своих кандидатов на 27 региональных списков. Территория Украины, соответственно, делится на 27 избирательных округов.
В бюллетене две пустые графы: одна для номера партии, вторая - номер кандидата от этой партии. Избиратель в одной строке имеет вписать номер партии, которую поддерживает, а во втором (опционально) - номер кандидата с ее регионального списка.
В Верховную раду попадают только партии, которые преодолевают пятипроцентный общенациональный барьер. Гарантированно места получают первые 9 кандидатов из партийного списка.
Далее считается избирательная квота - цена одного мандата в пересчете на голоса избирателей. Для этого общее количество голосов, поданное за проходные партии, делят на 450 депутатских мест. После этого общее количество поданных за партию в регионе голосов делят на избирательную квоту. Результат деления = количество мест партии в раде, не считая первых девяти.
Эти места отдаются кандидатам, получившим наибольшее число голосов избирателей в регионе, а не тем, которые партия поставила на первые места в региональном избирательном списке.

## История принятия
Проект Кодекса, инициированный народными депутатами Украины VIII созыва Андреем Парубием, Александром Черненко и Леонидом Емцем, поданный в парламент 2 октября 2015. В авторском коллективе, кроме них, значатся бывший народный депутат Юрий Ключковский, Наталья Богашева из Института законодательства ВРУ и Колисецька.
Законопроект разработан на основе проекта Избирательного кодекса Украины рабочей группы под руководством Ключковского, зарегистрированного в марте 2010 года. Тот проект получил положительное заключение Венецианской комиссии.
Как указано в пояснительной записке, необходимость разработки и принятия Избирательного кодекса неоднократно обращали внимание международные институты - Парламентская ассамблея Совета Европы, Европейская Комиссия «За демократию через право» (Венецианская комиссия), Бюро по демократическим институтам и правам человека ОБСЕ.
Основной проблемой, которую пытались решить авторы проекта, была оторванность депутатов от избирателей из-за отсутствия влияния избирателей на персональный состав или совета. В связи с этим предложено применить избирательную систему, которая позволяет персонифицировать голосования ("открытые" списки кандидатов), что требует введения региональных избирательных округов. Аналогичную избирательную систему предложено применять также на выборах депутатов Верховной рады Автономной Республики Крым, областных советов, а также городских советов городов, в которых количество избирателей превышает 90 000 человек.
7 ноября 2017 Верховная рада минимальными 226 голосами приняла Избирательный кодекс в первом чтении. Это стало неожиданностью и для общества, и для самих депутатов.
6 июня 2019, в последние дни своей работы, Верховная рада VIII созыва начала рассмотрение проекта во втором чтении. Спикер Андрей Парубий назвал его «самым масштабным в истории», ведь до сих пор от народных депутатов поступило около 4,5 тыс. поправок, и сам объем акта (460 страниц) является чрезвычайно большим.
Абсолютное большинство поправок парламент провалил как «законодательный спам», а на последний день рассмотрения остались 26, отобранных рабочей группой для принятия. 11 июля спикеру пришлось семнадцать раз ставить поправки на пакетное голосование, пока набралась нужное количество голосов (227). После того народные депутаты приняли кодекс 230 голосами во втором чтении и в целом.
Около 200 активистов под стенами парламента поздравили это событие, которую они поддерживали своей акцией.
Председатель Верховной рады Андрей Парубий подписал принятый документ 27 августа. 14 сентября новый президент Зеленский вернул со своими предложениями Избирательный кодекс для повторного рассмотрения народными депутатами.
После президентских и парламентских выборов, 19 декабря 2019 Верховная рада голосами 330 депутатов приняла Избирательный кодекс в целом с учетом предложений Президента.

## Структура
Кодекс состоит из 289 статей, разделенных на книги и главы:

### Книга первая. Общая часть
- Раздел I. Понятие выборов
- Раздел II. Основные принципы избирательного права
- Раздел III. Избирательный процесс
- Раздел IV. Территориальная организация выборов
- Раздел V. Избирательные комиссии
- Раздел VI. Списки избирателей
- Раздел VII. Информационное обеспечение выборов
- Раздел VIII. Предвыборная агитация
- Раздел IX. Официальные наблюдатели
- Раздел X. Подготовка и проведение голосования
- Раздел XI. Обжалование решений, действий или бездействия, касающиеся избирательного процесса
- Раздел XII. Хранение избирательной и другой документации и материальных ценностей

### Книга вторая.Выборы Президента Украины
- Раздел XIII. Общие положения выборов Президента Украины
- Раздел XIV. Территориальная организация выборов Президента Украины
- Раздел XV. Избирательные комиссии по выборам Президента Украины
- Раздел XVI. Финансовое и материально-техническое обеспечение подготовки и проведения выборов Президента Украины
- Раздел XVII. Избирательные фонды кандидатов на пост Президента Украины
- Раздел XVIII. Выдвижение и регистрация кандидатов на пост Президента Украины
- Раздел XIX. Особенности информационного обеспечения выборов Президента Украины и предвыборной агитации
- Раздел XX. Гарантии деятельности кандидатов на пост Президента Украины и официальных наблюдателей
- Раздел XXI. Проведения голосования, определения результатов выборов Президента Украины
- Раздел XXII. Повторные и внеочередные выборы Президента Украины

### Книга третья. Выборы народных депутатов Украины
- Раздел XXIII. Общие положения выборов народных депутатов Украины
- Раздел XXIV. Территориальная организация выборов депутатов
- Раздел XXV. Избирательные комиссии по выборам народных депутатов Украины
- Раздел XXVI. Финансовое и материально-техническое обеспечение подготовки и проведения выборов народных депутатов Украины
- Раздел XXVII. Избирательные фонды партий, кандидатов в народные депутаты Украины
- Раздел XXVIII. Выдвижение и регистрация кандидатов в народные депутаты Украины
- Раздел XXIX. Особенности информационного обеспечения выборов народных депутатов Украины
- Раздел XXX. Гарантии деятельности партий, кандидатов в народные депутаты Украины, официальных наблюдателей
- Раздел XXXI. Проведения голосования, определения результатов выборов народных депутатов Украины

### Книга четвертая. Местные выборы на Украине
- Раздел XXXII. Общие положения местных выборов
- Раздел XXXIII. Территориальная организация местных выборов
- Раздел XXXIV. Избирательные комиссии по местным выборам
- Раздел XXXV. Финансовое и материально-техническое обеспечение подготовки и проведения местных выборов
- Раздел XXXVI. Избирательные фонды организаций партий, кандидатов
- Раздел XXXVII. Выдвижение и регистрация кандидатов на местных выборах
- Раздел XXXVIII. Особенности информационного обеспечения местных выборов
- Раздел XXXIX. Гарантии деятельности субъектов избирательного процесса, официальных наблюдателей на местных выборах
- Раздел XL. Проведения голосования, определения результатов местных выборов
- Раздел XLI. Замещения депутатов, внеочередные, повторные, промежуточные, дополнительные и первые местные выборы
- Раздел XLII. Заключительные и переходные положения.